# Fla-Flu
Fla-Flu est le nom attribué aux rencontres de football opposant le Clube de Regatas do Flamengo au Fluminense Football Club, à Rio de Janeiro, au Brésil. Ce derby prend vraisemblablement ses sources dès les premières confrontations entre les deux clubs, dès le début du XXe siècle.

## Histoire
L'histoire des deux clubs est en effet liée puisque la section de football de Flamengo a été formée au début des années 1910 avec une partie de l'effectif de Fluminense qui avait quitté le club en raison d'un désaccord avec ses dirigeants. 
La première confrontation a lieu le 7 juillet 1912 et voit Fluminense s'imposer sur le score de trois buts à deux. Dès lors, le Fla-Flu dépasse largement le cadre des terrains de football, devenant le « clássico » d'une manifestation populaire et colorée, perçue comme un carnaval hors-saison.

## Palmarès
| Catégorie      | Compétitions                 | Flamengo | Fluminense |
| -------------- | ---------------------------- | -------- | ---------- |
| International  | Coupe Intercontinentale      | 1        | -          |
| International  | Coupe Rio Intercontinentale  | -        | 1          |
| Continentaux   | Copa Libertadores            | 3        | 1          |
| Continentaux   | Recopa Sudamericana          | 1        | 1          |
| Continentaux   | Coupe Mercosur               | 1        | -          |
| Continentaux   | Copa de Oro                  | 1        | -          |
| Nationaux      | Championnat du Brésil        | 7        | 4          |
| Nationaux      | Coupe de l'Union             | 1        | -          |
| Nationaux      | Coupe du Brésil              | 5        | 1          |
| Nationaux      | Supercoupe du Brésil         | 2        | -          |
| Nationaux      | Coupe des Champions (Brésil) | 1        | -          |
| Interétatique  | Tournoi Rio – São Paulo      | 2        | 3          |
| Interétatique  | Première Ligue (Brésil)      | -        | 1          |
| État           | Championnat de Rio           | 39       | 33         |
| Total Generale | Total Generale               | 64       | 45         |

## Statistiques
Ce sont 456 derbies qui ont été disputés, pour 168 victoires du Flamengo, 142 du Fluminense et 146 matches nuls.
En 1963, lors de la finale du championnat carioca, le Fla-Flu bat le record mondial d'entrées pour un match inter-clubs. En effet, 194 603 spectateurs étaient au Stade Maracanã ce jour-là.

## Meilleures affluences
Le tableau suivant présente les meilleures affluences engendrées par le Fla-Flu au Maracanã. En l'absence de précision, ces affluences ne comptabilisent que les spectateurs ayant payé leur ticket.
| Date              | Affluence | Score                   | Compétition         |
| ----------------- | --------- | ----------------------- | ------------------- |
| 15 décembre 1963  | 194 603   | Flamengo 0-0 Fluminense | Championnat Carioca |
| 15 juin 1969      | 171 599   | Flamengo 2-3 Fluminense | Championnat Carioca |
| 16 mai 1976       | 155 116   | Flamengo 0-0 Fluminense | Championnat Carioca |
| 16 décembre 1984  | 153 520   | Flamengo 0-1 Fluminense | Championnat Carioca |
| 2 août 1970       | 138 599   | Flamengo 0-2 Fluminense | Championnat Carioca |
| 22 avril 1979     | 138 557   | Flamengo 1-1 Fluminense | Championnat Carioca |
| 23 avril 1972     | 137 002   | Flamengo 5-2 Fluminense | Championnat Carioca |
| 7 septembre 1972  | 136 829   | Flamengo 2-1 Fluminense | Championnat Carioca |
| 18 octobre 1964   | 136 606   | Flamengo 3-3 Fluminense | Championnat Carioca |
| 23 septembre 1979 | 124 432   | Flamengo 1-0 Fluminense | Championnat Carioca |